# طاوة بادام (دشت روم)
طاوة بادام (بالفارسية: طاوه بادام) هي قرية تقع في إيران في قسم دشت روم الريفي. يقدر عدد سكانها بـ 185 نسمة بحسب إحصاء 2016.